# Bourbonnais-i vizsla
A bourbonnais-i vizsla (franciául: Braque du Bourbonnais) egy francia kutyafajta. A fajtát rövid farkú vizslának is nevezik, mivel vagy farok nélkül, vagy rövid (15 cm-nél kisebb) farokkal születnek.

## Története
Kialakulása az 1500-as évekre tehető. A franciaországi Bourbonne vidékéről származik. A mai példányokhoz feltűnően hasonló kutyák már 16. századi festményeken is láthatók. Fénykoruk az 1800-as években volt, majd a második világháborút követően egyedszámuk erősen megcsappant.
A fokozatosan lecsökkent születések azt eredményezték, hogy a tenyésztői klubja is megszűnt. 1963 és 1973 között egyetlenegy Bourbon-vizslát sem tartottak nyilván a francia tenyészkönyvben. 1970-ben Michel Comte tenyésztő felkutatta a fajta utolsó egyedeit, melyek segítségével 1973-ban, 1974-ben illetve 1975-ben regisztrálta az első sikeres fajtatiszta almokat.

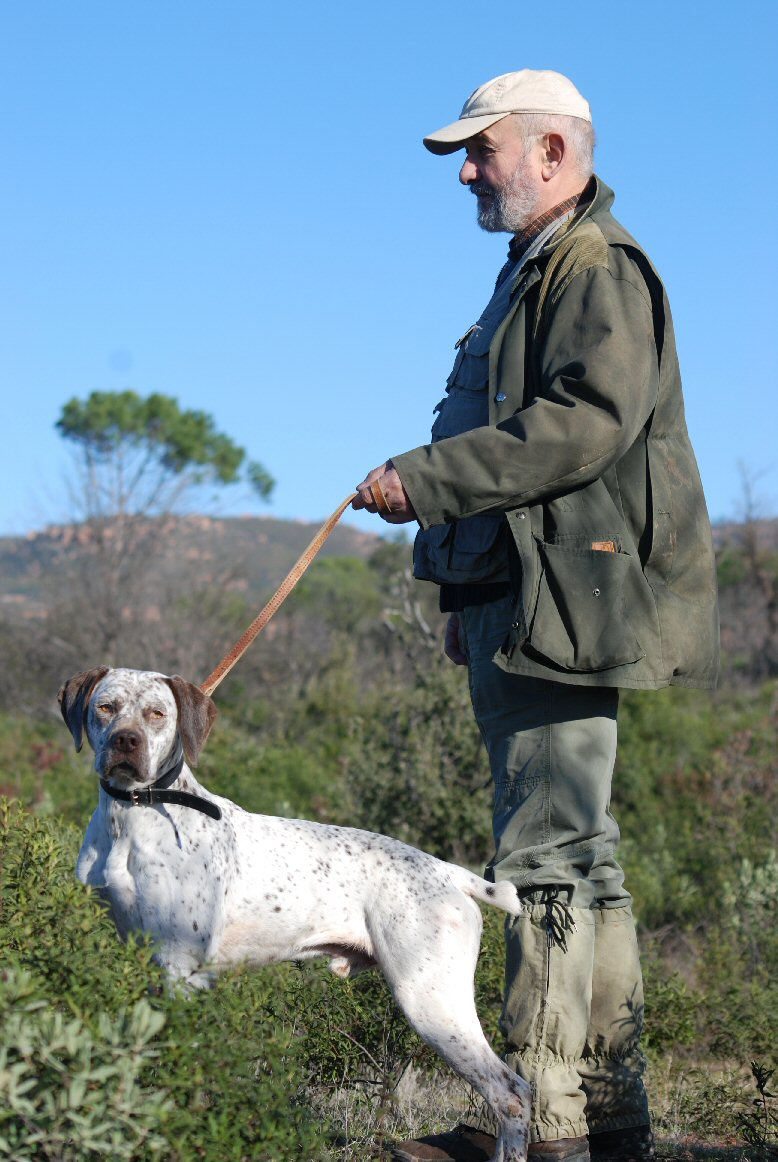
Michel Comte a Braque du Bourbonnais, Vrac du Rocher des Jastres, 2008.

## Külleme
Marmagassága 56 centiméter, tömege 18-26 kilogramm. Szőrzete fehér alapon gesztenyebarna, apró foltokkal spriccelt, minél kevesebb egyöntetű jeggyel. Középtermetű kutya, farok nélkül vagy erősen csökevényes farokkal születik.

## Jelleme
Természete hűséges és értelmes. Ez a sokoldalú állat egyaránt otthonosan mozog a bozótosokban, a mocsarakban, és szívesen űz mindenféle vadat.

## Képgaléria

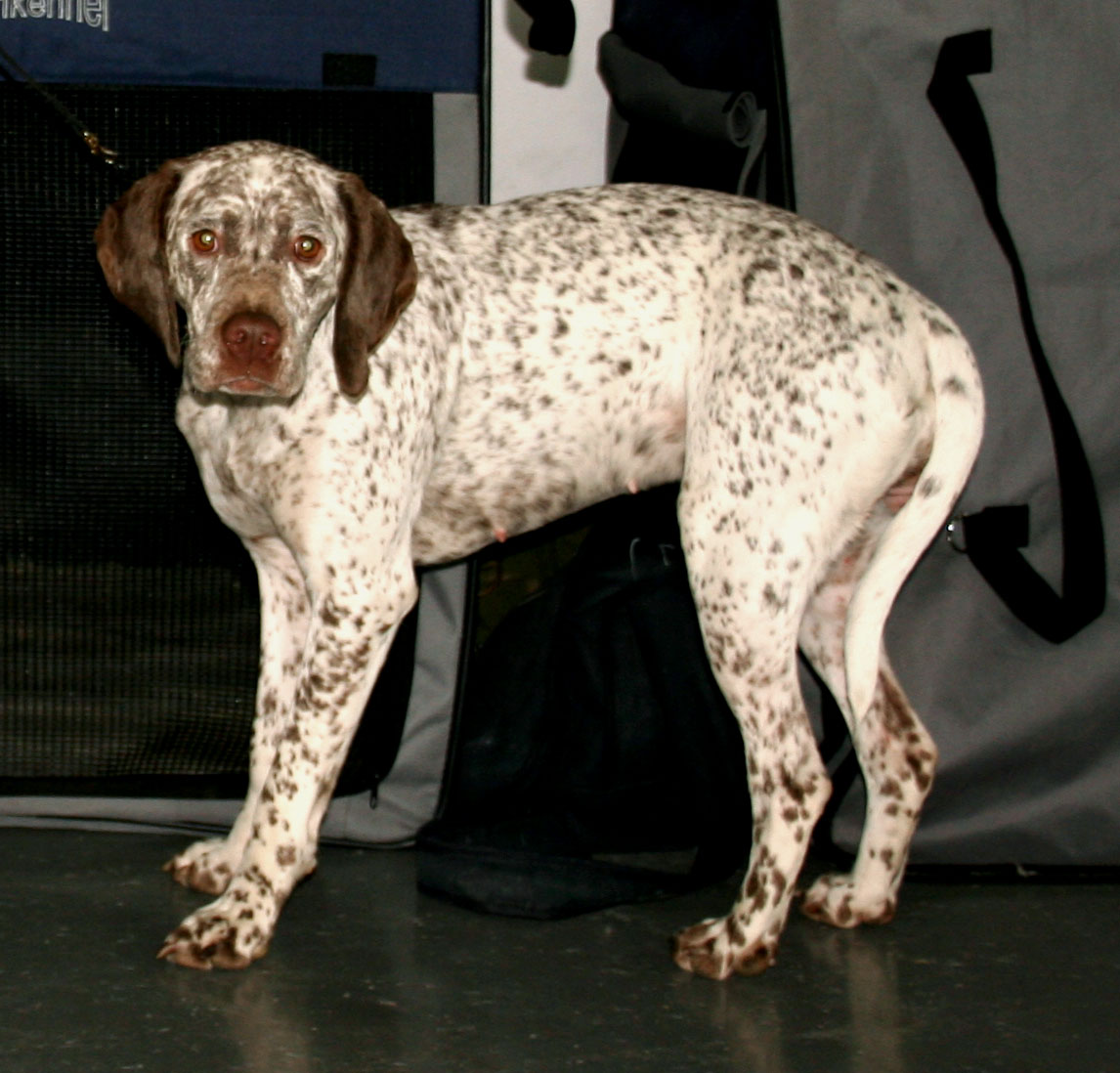
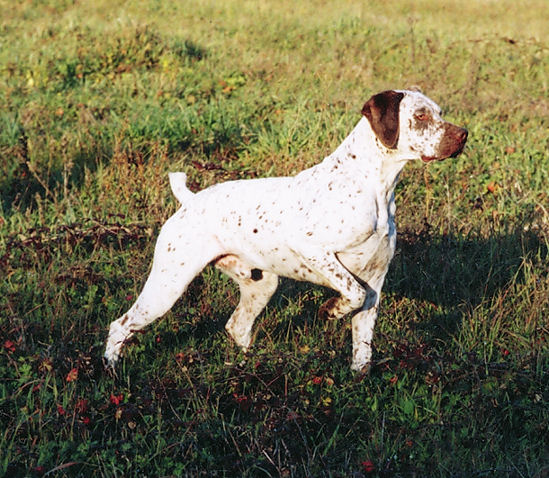
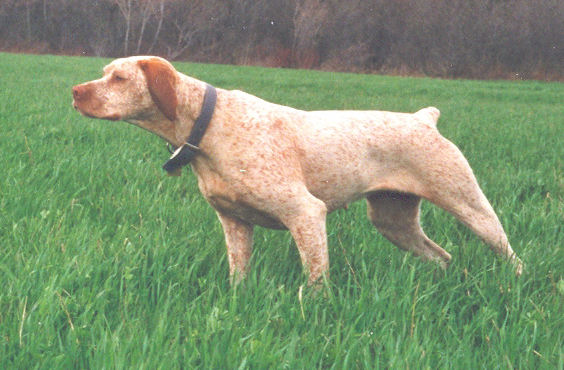
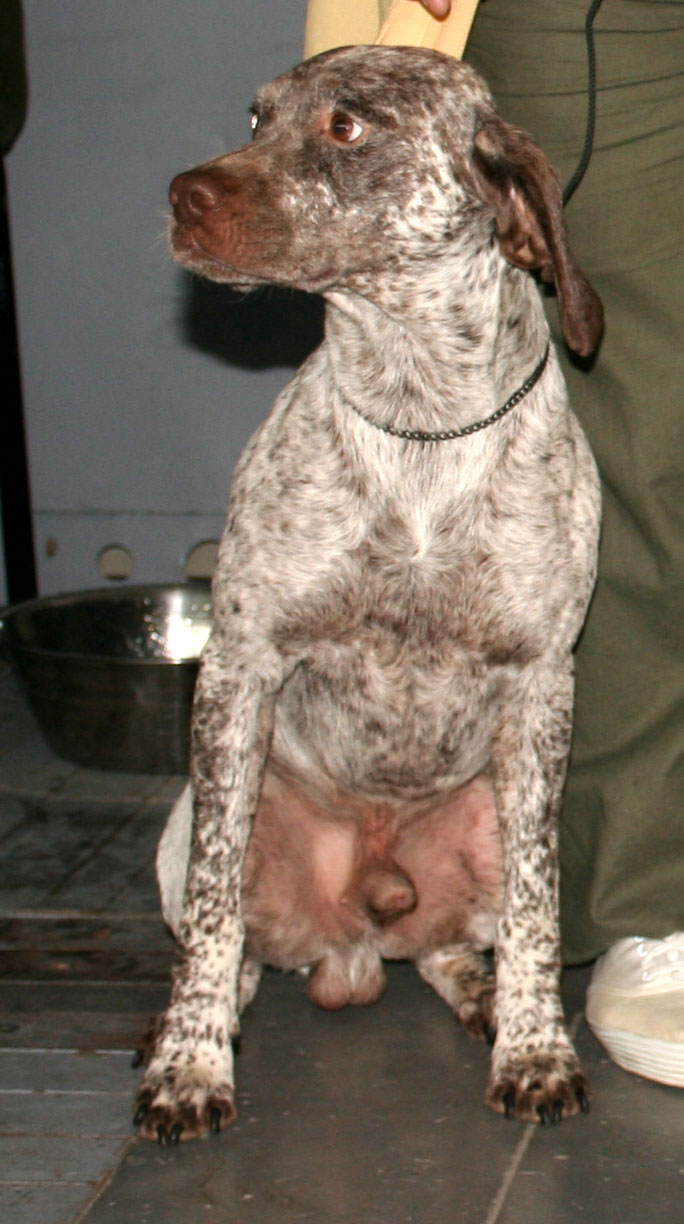